# Asiophantes
Asiophantes är ett släkte av spindlar. Asiophantes ingår i familjen täckvävarspindlar.
Kladogram enligt Catalogue of Life:
| Asiophantes | \| \| Asiophantes pacificus \| \| \| \| \| \| Asiophantes sibiricus \| \| \| \| |
|             | \| \| Asiophantes pacificus \| \| \| \| \| \| Asiophantes sibiricus \| \| \| \| |
|             | Asiophantes pacificus                                                           |
|             |                                                                                 |
|             | Asiophantes sibiricus                                                           |
|             |                                                                                 |